# آسیاب‌مرغ نیهوآ
آسیاب‌مرغ نیهوآ (نام علمی: Acrocephalus familiaris kingi) زیرگونه‌ای از آسیاب‌مرغ است. نام آن از غذای مورد علاقه‌اش، پروانه آسیابان، گرفته شده است. این پرندهٔ ۵-اینچ (۱۳-سانتیمتر) دارای پرهای تیره به رنگ قهوه‌ای سپیداجی، شکم سفید و منقار تیره است. محدوده جغرافیایی طبیعی آن به جزیره کوچک نیهوآ در جزایر شمال غربی هاوایی محدود می‌شود و امید است که پرندگان تراجابجایی‌شده به لیسان به بقای این گونه کمک کنند. مرغ آسیاب نیهوآ یکی از دو پرنده بومی برجای‌مانده در نیهوآ است، پرنده دیگر سهره نیهوآ است.

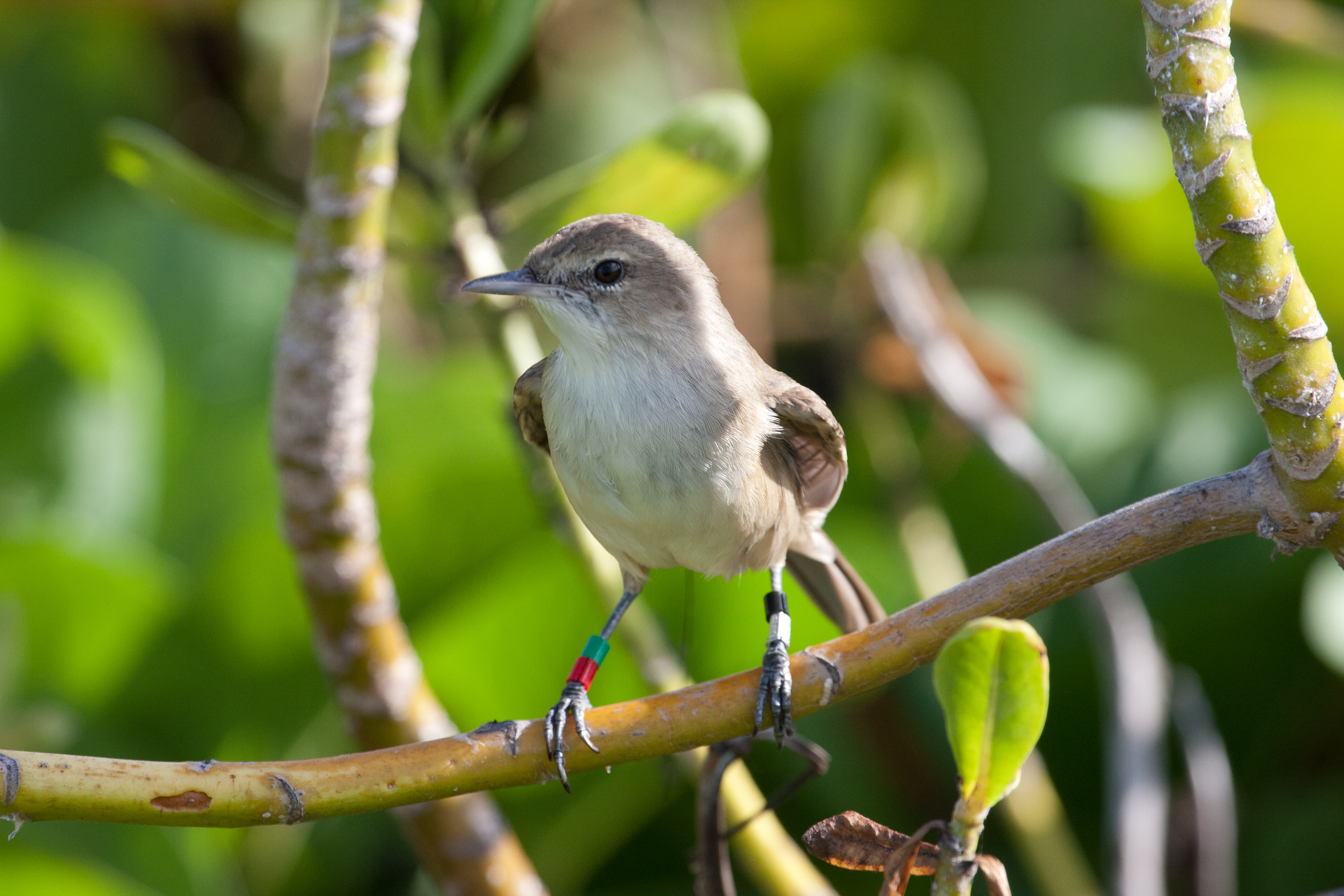
یک آسیاب‌مرغ که اندکی پس از انتقال از نیهوآ به لایسان، حلقه‌های رنگی به پاهایش بسته است